# Charles Misner
Charles  William Misner (13. června 1932 – 24. července 2023) byl americký fyzik, jeden z autorů knihy Gravitace. Specializoval se na obecnou teorii relativity a kosmologii. Jeho práce také přispěla k základům kvantové gravitace a numerické relativity.

## Studium a akademická kariéra
Misner získal bakalářský titul na University of Notre Dame v Indianě, v roce 1952 přestoupil na Princetonskou univerzitu, kde v roce 1954 získal magisterský a roku 1957 doktorský titul. Jeho disertační práci týkající se kvantování obecné relativity vedl John Archibald Wheeler.
Již v roce 1956, tedy v době kdy dokončoval doktorát se Misner zapojil do práce na fyzikální fakultě v Princetonu jako instruktor, roku 1959 byl povýšen na odborného asistenta. V roce 1963 odešel na Marylandskou univerzitu v College Parku jako docent a zde také v roce 1966 získal profesorský titul. Od roku 2000 byl Misner emeritním profesorem fyziky. Za svou kariéru vedl 22 studentům doktorské práce, nejvýznamnějším z nich byl Carl H. Brans.
Misner rovněž působil jako hostující pedagog na Institutu Maxe Plancka pro gravitační fyziku v Postupimi, Kavliho institutu pro teoretickou fyziku v Santa Barbaře, Papežské akademii v Krakově, Ústavu pro fyzikální problémy v Moskvě, Caltechu nebo na univerzitách v Oxfordu a v Cambridgi.

## Výzkum
Většina Misnerova výzkumu spadá do oboru obecné teorie relativity. Významné byly jeho práce, které pomohly pochopit základy kosmologie. Byl jedním z prvních, kdo poukázali na problém horizontu ve standardním kosmologickém modelu, ukázal roli topologie v obecné relativitě, zabýval se kvantovou gravitací a numerickou relativitou. V oblasti topologie a kosmologie vymyslel vlastní představu vesmíru, která mu pomohla lépe pochopit dynamiku mladého vesmíru, vyvinul také řešení Einsteinových rovnic nyní známé jako Misnerův prostor. Spolu s Richardem Arnowittem a Stanley Deserem publikoval hamiltonovskou formulaci Einsteinovy rovnice, která rozdělí jednotný prostoročas znovu na čas a prostor. Tento soubor rovnic známý jako ADM formalismus hraje roli v některých pokusech o sjednocení obecné teorie relativity a kvantové mechaniky. Jedná se také o matematický výchozí bod pro většinu technik na numerické řešení Einsteinových rovnic.

## Publikace
Nejvýznamnějším Misnerovým dílem je bezesporu kniha Gravitace, kterou napsal s Kipem Thornem a Johnem A. Wheelerem v roce 1973.